# Ficaire
Ficaria
Espèce
Les ficaires, Ficaria, est un genre de plantes à fleurs de la famille des Ranunculaceae. Ce sont des plantes herbacées vivaces.

## Liste des espèces
- Ficaria calthifolia Rchb.
- Ficaria fascicularis K. Koch
- Ficaria ficarioides (Bory & Chaub.) Halácsy
- Ficaria verna Huds